# Bark (album)
Bark – jest to album studyjny z 1971 roku, wydany w późnym okresie twórczości Jefferson Airplane. Dość istotne dla albumu były zmiany w samym zespole. Był to pierwszy album bez udziału współzałożyciela zespołu Marty Balin oraz pierwszy album zespołu, na którym zagrał skrzypek Papa John Creacha. Zabrakło również perkusisty Spencera Drydena, zastąpionego przez Joey Covingtona.

## Lista utworów
| #   | Tytuł                                                        | Czas |
| --- | ------------------------------------------------------------ | ---- |
| 1.  | "When the Earth Moves Again"                                 | 3:54 |
| 2.  | "Feel So Good "                                              | 4:36 |
| 3.  | "Crazy Miranda"                                              | 3:23 |
| 4.  | "Pretty as You Feel"                                         | 4:29 |
| 5.  | "Wild Turkey"                                                | 4:45 |
| 6.  | "Law Man"                                                    | 2:42 |
| 7.  | "Rock and Roll Island"                                       | 3:44 |
| 8.  | "Third Week in the Chelsea"                                  | 4:34 |
| 9.  | "Never Argue with a German If You're Tired or European Song" | 4:31 |
| 10. | "Thunk"                                                      | 2:58 |
| 11. | "War Movie"                                                  | 4:41 |

## Twórcy
- Jack Casady - gitara basowa
- Joey Covington - perkusja, bębny, wokal
- Paul Kantner - gitara, wokal
- Jorma Kaukonen - gitara, wokal
- Grace Slick - pianino, wokal